# PAM Development
PAM Development (Power and Magic Development) — закрытая студия-разработчик компьютерных игр, базировавшаяся в Париже, Франция. Основана в 1997 году, была куплена Take-Two Interactive в 2006 году. Их кросс-платформенные игры издаются подразделением Take-Two, 2K Games.
Вскоре после выпуска Top Spin 3 в июне 2008 года студия была закрыта 2K Games, в то же время была закрыта и Venom Games.

## Игры
- Mister Nutz
- Ronaldo V Football
- Pro Beach Soccer
- Top Spin Tennis
- Top Spin 2
- Top Spin 3[4]